# Gréasque
Gréasque ist eine französische Gemeinde mit 4469 Einwohnern (Stand 1. Januar 2022) im Département Bouches-du-Rhône der Region Provence-Alpes-Côte d’Azur.

## Geografie
Die Gemeinde liegt 18 Kilometer südöstlich von Aix-en-Provence. Nachbargemeinden sind Gardanne, Fuveau und Mimet.

## Geschichte
Die ersten Bewohner mussten das Gebiet noch über schmale Wege entlang der Felsen erreichen. Die Römer bauten die ersten Straßen. Mehrere Fundstücke belegen die Anwesenheit der Römer.
Im Mittelalter war der Ort völlig ungeschützt, er besaß weder Schutzmauern noch eine Burg. Im elften Jahrhundert entstand in Gréasque ein Kloster, das mit zahlreichen Geld-, Land- und Sachspenden unterstützt wurde. Im Jahr 1079 wurde es Teil der Diözese von Aix-en-Provence. Noch im elften Jahrhundert ging die Herrschaft vom Kloster an weltliche Herren über. Gegen Ende des 17. Jahrhunderts wurde die Kirche vom Pfarrer des Nachbarorts Fuveau übernommen. 1770 wurde die Kirche, die nur noch ein Teil der Gemeinde von Fuveau war, renoviert. Im Jahr 1789 hatte der Ort gerade einmal 150 Einwohner. Im selben Jahr schickte die Gemeinde ihren Konsul zur Generalversammlung nach Aix-en-Provence. 1792 hatte der  Ort schon 255 Einwohner. Im 19. Jahrhundert wurden in Gréasque Möglichkeiten zum Bergbau erforscht.

## Kultur und Sehenswürdigkeiten

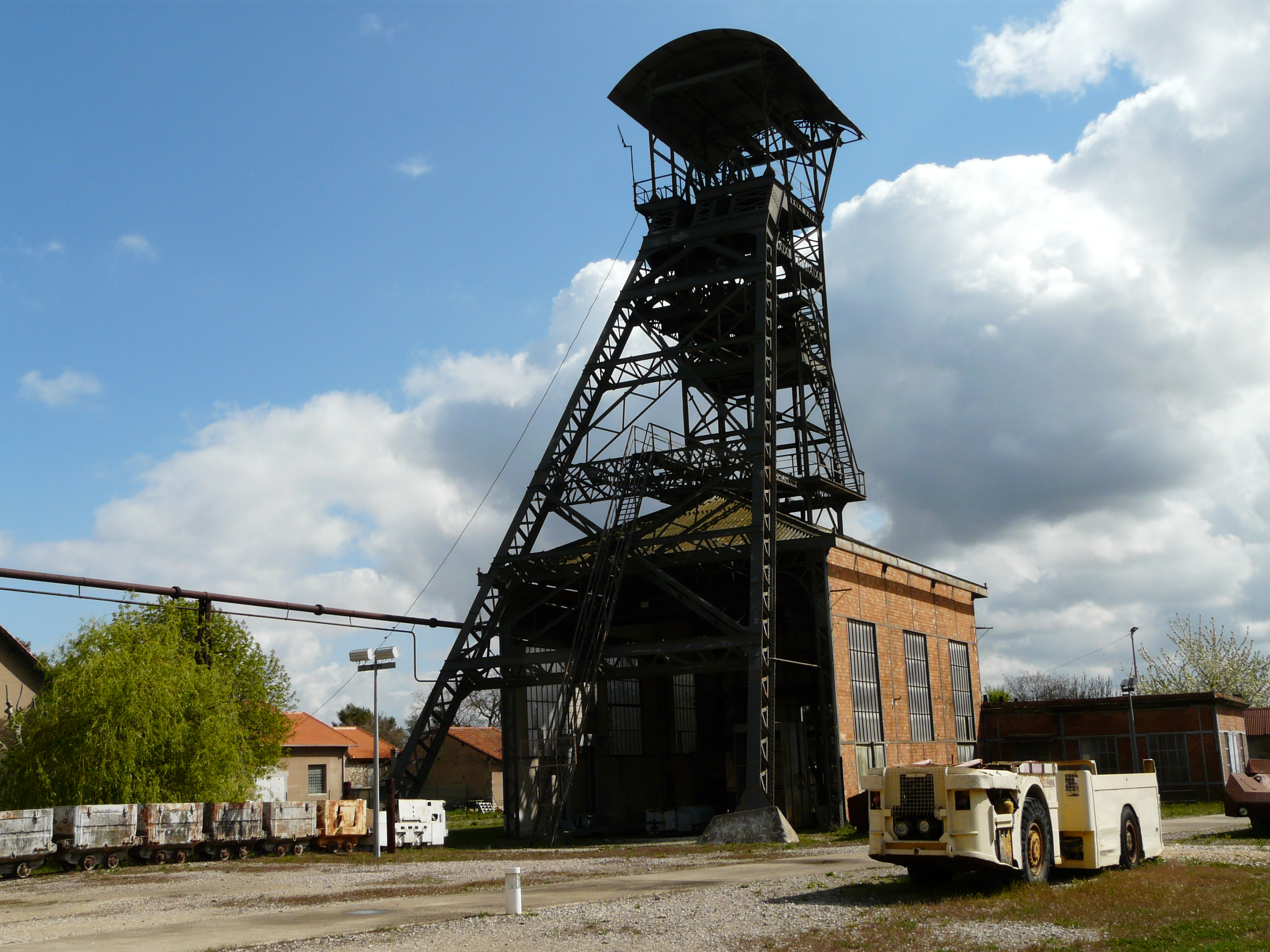
Hély d’Oissel, Wetter- und Seilfahrtschacht

- Burg und Garten aus dem 17. Jahrhundert
- Naturwissenschaftlich-technisches Museum
- Hély d’Oissel-Bergbaumuseum

## Bevölkerungsentwicklung
| Jahr      | 1962 | 1968 | 1975 | 1982 | 1990 | 1999 | 2008 | 2016 |
| Einwohner | 2073 | 2309 | 2439 | 2674 | 3081 | 3576 | 3948 | 4217 |